# Zhāng Xin
Zhāng Xin (张馨S; 23 maggio 1992) è una calciatrice cinese, centrocampista dello Shanghai Shengli e della nazionale cinese.
Tornata in attività, sostenuta da marito e suoceri dopo la decisione di sposarsi e ritirarsi all'apice della carriera, dopo 10 mesi dalla nascita del figlio, è tra le poche "calciatrici madri" mai state in organico nella nazionale maggiore.